# Аеродром Газипаша-Алања
Аеродром Газипаша-Алања (тур. Gazipaşa-Alanya Havalimanı) је међународни аеродром турског туристичког одредишта Алање, смештен 25 km југоисточно од града. Путнички промет на аеродрому је махом везан за туризам на Средоземном мору, па преовлађују сезонске линије и чартери.
2022. године кроз аеродром Газипаша-Алања је прошло преко 700 хиљада путника.